# Martin-pêcheur à dos roux
Ceyx rufidorsa
Espèce
Statut de conservation UICN

 LC  : Préoccupation mineure
Synonymes
- Ceyx erithaca erithaca  (Linnaeus, 1758)

Le Martin-pêcheur à dos roux (Ceyx rufidorsa) est une possible espèce d'oiseaux de la famille des Alcedinidae qui vit en Asie du Sud-Est. Son statut d'espèce est disputé.

## Taxinomie
Sa taxinomie est disputée, car le Martin-pêcheur à dos roux se reproduit librement avec Ceyx erithaca sur l'île de Bornéo. Il est soit considéré comme un morphe au plumage roux de la sous-espèce Ceyx erithaca erithaca ; soit comme une espèce à part entière par Clements (6e édition, révisée 2012).